# Lista de membros da Royal Society eleitos em 1820
Membros da Royal Society eleitos em 1820.

## Fellows
1. Clark Abel (1789–1826)
2. John Spencer, Viscount Althorp (1782–1845)
3. Henry Card (1779–1844)
4. Loftus Longueville Tottenham Clarke (?1794–1863)
5. Sir George Cockburn, 10th Baronet (1772–1853)
6. Thomas Frederick Colby (1784–1852)
7. John Corrie (?1769–1839)
8. Fearon Fallows (1788–1831)
9. Robert Townsend Farquhar (1776–1830)
10. Jorge FitzClarence, 1.º Conde de Munster (1794–1842)
11. William Franklin (?1765–1733)
12. Matthew Curling Friend (1792–1871)
13. Jorge IV do Reino Unido (1762–1830)
14. Henry Goulburn (1784–1856)
15. Francis Haggitt (-1825)
16. Sir John Hall, 5th Baronet (1787–1860)
17. John Philips Higman (1793–1855)
18. Alexander Kyd (c.1754–1826)
19. Thomas Frankland Lewis (1780–1855)
20. John MacCulloch (1773–1835)
21. Henry Edward Napier (1789–1853)
22. Evan Nepean (1751–1822)
23. George Henry Noehden (1770–1826)
24. Thomas Phillipps (1792–1872)
25. Charles Milner Ricketts (1776–1867)
26. John Sewell (c.1766–1833)
27. John Shaw-Lefevre (1797–1879)
28. John Sleath (1767–1847)
29. William John Swainson (1789–1855)
30. John Deas Thomson (ca. 1763–1838)
31. John Maxwell Tylden (1787–1866)
32. James Watt junior (1769–1848)
33. William Whewell (1794–1866)

## Foreign Members
1. Nicolas Theodore de Saussure (1767–1845)